# Persone di nome Axel
| Questa pagina contiene informazioni ricavate automaticamente dalle voci biografiche con l'ausilio del template Bio e di un bot. L'aggiornamento è periodico e automatico e ricostruisce completamente la pagina. Se manca una persona in questa lista, sei pregato di non aggiungerla, ma accertati piuttosto che la sua voce biografica contenga il template Bio e che i dati anagrafici siano correttamente compilati. Se il template Bio manca, inseriscilo tu stesso o, in alternativa, metti l'avviso {{tmp\|Bio}} che ne segnala la mancanza. Se i dati riportati sono sbagliati, correggi direttamente la voce biografica; le modifiche saranno visibili in questa lista entro pochi giorni. Per chiarimenti vedi il progetto antroponimi. La lista contiene solo le 148 persone che sono citate nell'enciclopedia e per le quali è stato implementato correttamente il template Bio. Pagina aggiornata al 23 mag 2025. |

Questa è una lista di persone presenti nell'enciclopedia che hanno il nome Axel, suddivise per attività principale.

## Allenatori di calcio(1)
- Axel Sundermann, allenatore di calcio, procuratore sportivo e ex calciatore tedesco (Lemgo, n. 1968)

## Allenatori di hockey su ghiaccio(1)
- Axel Kammerer, allenatore di hockey su ghiaccio, dirigente sportivo e ex hockeista su ghiaccio tedesco (Bad Tölz, n. 1964)

## Architetti(1)
- Axel Schultes, architetto tedesco (Dresda, n. 1943)

## Arrangiatori(1)
- Axel Stordahl, arrangiatore statunitense (Staten Island, n. 1913 - Encino, † 1963)

## Astronomi(1)
- Axel Martin, astronomo tedesco (n. 1968)

## Attori(8)
- Axel von Ambesser, attore e regista tedesco (Amburgo, n. 1910 - Monaco di Baviera, † 1988)
- Axel Auriant, attore e musicista francese (Besançon, n. 1998)
- Richard Christensen, attore danese (Copenaghen, n. 1887 - Frederiksberg, † 1944)
- Axel Lutter, attore, conduttore radiofonico e doppiatore tedesco (Dortmund, n. 1952)
- Axel Pape, attore tedesco (Düsseldorf, n. 1956)
- Axel Prahl, attore tedesco (Eutin, n. 1960)
- Axel Schreiber, attore tedesco (Lübben, n. 1980)
- Axel Stein, attore tedesco (Wuppertal, n. 1982)

## Avvocati(1)
- Axel Voss, avvocato e politico tedesco (Hameln, n. 1963)

## Biochimici(1)
- Axel Hugo Theodor Theorell, biochimico svedese (Linköping, n. 1903 - Stoccolma, † 1982)

## Bobbisti(2)
- Axel Jang, ex bobbista tedesco (Werdau, n. 1968)
- Axel Kühn, ex bobbista tedesco (Erfurt, n. 1967)

## Botanici(1)
- Axel Gudbrand Blytt, botanico e geologo norvegese (Christiania, n. 1843 - Oslo, † 1898)

## Calciatori(47)
- Axel Alfredsson, calciatore svedese (Helsingborg, n. 1902 - Nacka, † 1966)
- Axel Óskar Andrésson, calciatore islandese (n. 1998)
- Axel Atum, calciatore argentino (Gualeguaychú, n. 2006)
- Axel Rodrigues de Arruda, ex calciatore brasiliano (Santos, n. 1970)
- Axel Bakayoko, calciatore francese (Parigi, n. 1998)
- Axel Bamba, calciatore ivoriano (Zurigo, n. 1999)
- Axel Bellinghausen, ex calciatore tedesco (Siegburg, n. 1983)
- Axel Berg, calciatore norvegese (Oslo, n. 1938 - Bærum, † 2020)
- Axel Björnström, calciatore svedese (Stoccolma, n. 1995)
- Hugo Bolin, calciatore svedese (Borås, n. 2003)
- Axel Borgmann, calciatore tedesco (Mülheim an der Ruhr, n. 1994)
- Axel Camblan, calciatore francese (Brest, n. 2003)
- Axel Disasi, calciatore francese (Gonesse, n. 1998)
- Axel Encinas, calciatore argentino (Don Torcuato, n. 2004)
- Axel Javier Fernández, calciatore uruguaiano (Carmelo, n. 1994)
- Axel Frugone, calciatore uruguaiano (Mercedes, n. 2005)
- Axel Gueguin, calciatore francese (Montpellier, n. 2005)
- Axel Gómez, calciatore honduregno (Tegucigalpa, n. 2000)
- Axel Kei, calciatore ivoriano (Abidjan, n. 2007)
- Axel Kolle, ex calciatore norvegese (Fredrikstad, n. 1973)
- Axel Kruse, ex calciatore tedesco orientale (Wolgast, n. 1967)
- Axel Lawarée, ex calciatore belga (Liegi, n. 1973)
- Axel Maraval, calciatore francese (Marsiglia, n. 1993)
- Axel Montaña, calciatore uruguaiano (Paysandú, n. 2006)
- Axel Méyé, calciatore gabonese (Libreville, n. 1995)
- Axel Neumann, ex calciatore tedesco (Berlino, n. 1952)
- Axel Ngando, calciatore francese (Asnières-sur-Seine, n. 1993)
- Axel Norén, calciatore svedese (Sölvesborg, n. 1999)
- Gustaf Norlin, calciatore svedese (Lidköping, n. 1997)
- Agustín Ojeda, calciatore argentino (Rosario, n. 2004)
- Axel Pandiani, calciatore uruguaiano (La Coruña, n. 2000)
- Axel Petersen, calciatore danese (Copenaghen, n. 1887 - Copenaghen, † 1968)
- Axel Pilmark, calciatore danese (Copenaghen, n. 1925 - Søborggård, † 2009)
- Axel Prado, calciatore uruguaiano (Las Piedras, n. 2002)
- Axel Pérez, calciatore uruguaiano (Montevideo, n. 2002)
- Axel Rodríguez, calciatore argentino (Bahía Blanca, n. 1997)
- Axel Roos, ex calciatore tedesco (Thaleischweiler-Fröschen, n. 1964)
- Axel Schulz, ex calciatore tedesco orientale (n. 1959)
- Axel Sjöberg, ex calciatore svedese (Stoccolma, n. 1991)
- Axel Smeets, ex calciatore belga (Bruxelles, n. 1974)
- Axel Temataua, calciatore francese (n. 1980)
- Axel Tuanzebe, calciatore congolese (Repubblica Democratica del Congo) (Bunia, n. 1997)
- Axel Tyll, ex calciatore tedesco orientale (Magdeburgo, n. 1953)
- Axel Urie, calciatore francese (Nîmes, n. 1999)
- Axel Werner, calciatore argentino (Rafaela, n. 1996)
- Axel Williams, calciatore francese (n. 1983)
- Axel Witsel, calciatore belga (Liegi, n. 1989)

## Canottieri(1)
- Axel Matias Haglund, canottiere finlandese (Helsinki, n. 1884 - Helsinki, † 1948)

## Cantanti(3)
- Axel, cantante argentino (Rafael Calzada, n. 1977)
- Axel Bauer, cantante francese (Parigi, n. 1961)
- Axel Hirsoux, cantante belga (Manage, n. 1982)

## Cavalieri(2)
- Axel Nordlander, cavaliere svedese (Norrbärke, n. 1879 - Helsingborg, † 1962)
- Axel Ståhle, cavaliere svedese (Helsingborg, n. 1891 - Malmö, † 1987)

## Cestisti(8)
- Axel Bouteille, cestista francese (Roanne, n. 1995)
- Axel Hervelle, ex cestista belga (Liegi, n. 1983)
- Axel Julien, cestista francese (Saint-Tropez, n. 1992)
- Axel Kárason, cestista islandese (Sauðárkrókur, n. 1983)
- Axel Louissaint, cestista svizzero (Yverdon-les-Bains, n. 1996)
- Axel Mpoyo, cestista statunitense (Meridian, n. 1997)
- Axel Straube, cestista tedesco (Wettin, n. 1942 - † 2017)
- Axel Toupane, cestista francese (Mulhouse, n. 1992)

## Chimici(1)
- Axel Fredrik Cronstedt, chimico e mineralogista svedese (Nykvarn, n. 1722 - Riddarhyttan, † 1765)

## Chitarristi(1)
- Axel Rudi Pell, chitarrista tedesco (Bochum, n. 1960)

## Ciclisti(1)
- Axel Huens, ciclista francese (Buire-Courcelles, n. 2001)

## Ciclisti su strada(8)
- Arne Berg, ciclista su strada svedese (Stoccolma, n. 1909 - Stoccolma, † 1997)
- Axel Domont, ex ciclista su strada francese (Valence, n. 1990)
- Axel Källberg, ciclista su strada e pistard finlandese (Närpes, n. 2003)
- Axel Laurance, ciclista su strada e ciclocrossista francese (n. 2001)
- Axel Mariault, ciclista su strada francese (Liffré, n. 1998)
- Axel Persson, ciclista su strada svedese (Eskilstuna, n. 1888 - Västerhaninge, † 1955)
- Axel van der Tuuk, ciclista su strada olandese (Assen, n. 2001)
- Axel Zingle, ciclista su strada e mountain biker francese (Mulhouse, n. 1998)

## Compositori(2)
- Axel Bergstedt, compositore brasiliano (n. 1962)
- Paradise Oskar, compositore e cantante finlandese (Kirkkonummi, n. 1990)

## Direttori della fotografia(1)
- Axel Graatkjær, direttore della fotografia danese (Aarhus, n. 1885 - Aarhus, † 1969)

## Dirigenti sportivi(1)
- Axel Merckx, dirigente sportivo e ex ciclista su strada belga (Uccle, n. 1972)

## Economisti(2)
- Axel Leijonhufvud, economista svedese (Stoccolma, n. 1933 - † 2022)
- Axel Weber, economista e banchiere tedesco (Kusel, n. 1957)

## Filosofi(2)
- Axel Hägerström, filosofo svedese (Vireda, n. 1868 - † 1939)
- Axel Honneth, filosofo e politologo tedesco (Essen, n. 1949)

## Fondisti(2)
- Axel Teichmann, ex fondista tedesco (Ebersdorf, n. 1979)
- Axel Wikström, fondista svedese (Skellefteå, n. 1907 - Skellefteå, † 1979)

## Fotografi(1)
- Axel Hütte, fotografo tedesco (Essen, n. 1951)

## Generali(1)
- Erik Heinrichs, generale finlandese (Helsinki, n. 1890 - Helsinki, † 1965)

## Ginnasti(3)
- Axel Andersen, ginnasta danese (Copenaghen, n. 1891 - Copenaghen, † 1931)
- Axel Janse, ginnasta svedese (Ärla, n. 1888 - Malmö, † 1973)
- Axel Sjöblom, ginnasta svedese (n. 1882 - † 1951)

## Giocatori di football americano(1)
- Brian Hoyer, giocatore di football americano statunitense (Lakewood, n. 1985)

## Giornalisti(2)
- Axel Otto Normann, giornalista e direttore teatrale norvegese (Fredrikstad, n. 1884 - Oslo, † 1962)
- Axel Springer, giornalista tedesco (Altona, n. 1912 - Berlino, † 1985)

## Imprenditori(1)
- Axel Wenner-Gren, imprenditore svedese (Uddevalla, n. 1881 - Stoccolma, † 1961)

## Judoka(1)
- Axel Clerget, judoka francese (Saint-Dizier, n. 1987)

## Lottatori(1)
- Axel Cadier, lottatore svedese (Varberg, n. 1906 - Göteborg, † 1974)

## Matematici(1)
- Axel Thue, matematico norvegese (Tønsberg, n. 1863 - Oslo, † 1922)

## Militari(1)
- Axel Kurck, militare finlandese (n. 1555 - Nakkila, † 1630)

## Musicisti(1)
- The Field, musicista svedese

## Nuotatori(1)
- Axel Reymond, nuotatore francese (Parigi, n. 1994)

## Pallanuotisti(1)
- Axel Runström, pallanuotista e tuffatore svedese (Stoccolma, n. 1883 - Stoccolma, † 1943)

## Pallavolisti(2)
- Axel Jacobsen, pallavolista argentino (Necochea, n. 1984)
- Axel Truhtchev, pallavolista francese (Marigot, n. 1995)

## Pattinatori artistici su ghiaccio(2)
- Axel Paulsen, pattinatore artistico su ghiaccio e pattinatore di velocità su ghiaccio norvegese (Oslo, n. 1855 - † 1938)
- Axel Rauschenbach, ex pattinatore artistico su ghiaccio tedesco (Dresda, n. 1977)

## Piloti di rally(1)
- Axel Coronado, copilota di rally spagnolo (n. 1992)

## Piloti motociclistici(2)
- Axel Bassani, pilota motociclistico italiano (Feltre, n. 1999)
- Axel Pons, pilota motociclistico spagnolo (Barcellona, n. 1991)

## Pistard(1)
- Axel Schandorff, pistard danese (Copenaghen, n. 1925 - † 2016)

## Pittori(1)
- Axel Revold, pittore e illustratore norvegese (Ålesund, n. 1887 - Bærum, † 1962)

## Politici(5)
- Axel von Freytagh-Loringhoven, politico tedesco (Arensburg, n. 1878 - Breslavia, † 1942)
- Axel Kicillof, politico e economista argentino (Buenos Aires, n. 1971)
- Axel Christian Zetlitz Kielland, politico norvegese (Stavanger, n. 1853 - Kristiania, † 1924)
- Axel Oxenstierna, politico svedese (n. 1583 - † 1654)
- Axel Pehrsson, politico svedese (Öja, n. 1893 - Lilla Isie, † 1954)

## Saltatori con gli sci(1)
- Axel Zitzmann, ex saltatore con gli sci tedesco orientale (n. 1959)

## Scacchisti(2)
- Axel Bachmann, scacchista paraguaiano (Ciudad del Este, n. 1989)
- Axel Rombaldoni, scacchista italiano (Pesaro, n. 1992)

## Schermidori(1)
- Axel Wahlberg, schermidore svedese (n. 1941 - Stoccolma, † 1961)

## Sciatori alpini(3)
- Axel Bäck, ex sciatore alpino svedese (Bruxelles, n. 1987)
- Axel Lindqvist, sciatore alpino svedese (n. 2000)
- Axel William Patricksson, ex sciatore alpino norvegese (n. 1992)

## Scrittori(1)
- Axel Munthe, scrittore e psichiatra svedese (Oskarshamn, n. 1857 - Stoccolma, † 1949)

## Skeletonisti(1)
- Axel Jungk, skeletonista tedesco (Zschopau, n. 1991)

## Storici(1)
- Axel Olrik, storiografo danese (Copenaghen, n. 1864 - Øverød, † 1917)

## Tiratori a segno(1)
- Axel Kristensen, tiratore a segno danese (Frederiksberg, n. 1873 - † 1952)

## Tuffatori(1)
- Axel Nyborg, tuffatore norvegese (n. 2001)

## Velisti(1)
- Axel Rydin, velista svedese (Linköping, n. 1887 - Norrköping, † 1971)

## Wrestler(1)
- Alexander Wolfe, wrestler tedesco (Dresda, n. 1986)

## Zoologi(1)
- Einar Lönnberg, zoologo svedese (Stoccolma, n. 1865 - Stoccolma, † 1942)

## Senza attività specificata(3)
- Axel di Danimarca, danese (Copenaghen, n. 1888 - Copenaghen, † 1964)
- Axel e Eigil Axgil, danese (n. 1915 - † 2011)
- Axel Wegner, ex tiratore a segno tedesco (Demmin, n. 1963)